# ブルガダ症候群
ブルガダ症候群（ブルガダしょうこうぐん、英: Brugada syndrome）は、突発性の不整脈（心室細動）を生じる心疾患で1992年にスペイン人医師ペドロ・ブルガダとその兄弟が報告した。疾病名は最初の報告者名に由来する。ブルガーダ症候群とも呼ばれる。

## 概要
心筋梗塞、狭心症、心不全等の所見が認められないのに心室細動を生じる疾患で、夜間に心室細動の発作を起こすことが多いとされている。多くの場合は一過性の心室細動を生じるだけで元々の正常な脈拍に戻り、一時的な症状で終わる。しかし、希に重篤な不整脈である心室細動により失神し、死に至る場合がある。心室細動の他に発作性心房細動を来すこともある。失神や心停止蘇生や心室細動の既往歴のある群と、全く症状を有しない群に分けられ、それぞれ、症候性ブルガダ症候群（有症候群）と、無症候性ブルガダ症候群（無症候群）に分類される。
また、発作を起こす危険性の高い人を確実に見分ける検査方法は確立されていないが、他の心疾患のような運動制限は不要である。
心室細動の発作がいつ起こるかわからないため、体内植込み型除細動器（植え込み型除細動器・ICD）の利用が多くなってきている。しかし、ICDは電磁波によって不適切作動の危険性もあり、社会的な環境保全が待たれる。また、電子調理器、盗難防止用電子ゲート、大型のジェネレーターなどが不適切作動を誘発する恐れがある。
現在無症状であっても45歳以下の突然死の家族歴、失神発作、夜間苦悶様呼吸（発作性夜間呼吸困難）の既往歴を有する場合は、当該疾病を疑い精密検査をすべきであるとの見解もある。

## 臨床像
前駆症状を伴わない失神発作が初発症状で、アジア人の30代から50代の男性に多く発症する。男女比率は9:1で、無症状の有所見者が心室細動を起こす可能性は100人中2年に1人程度とされている。多くは、無症候性と考えられるが、無症候群では突然死などのイベント発生率が年0.3 - 4.0%であるのに対し、有症候群はイベント発生率が年10 - 15%と報告されている。
日本における突然死症候群のうち、ぽっくり病の主要疾病と考える研究者もいる。
後述の様な特徴的な心電図が現れる。
ブルガダ症候群において心房細動(AF)を約20～30%に、冠攣縮性狭心症(VSA)を約20%に合併する。心房細動の合併は、ICD植込み例において不適切作動の原因となるため、適切なプログラミングやカテーテルアブレーション、薬物治療が必要となる。

## 原因
心筋細胞の細胞膜上にあるナトリウムチャネルのαサブユニットをコードしている遺伝子の変異に原因がある例が認められる。問題の遺伝子SCN5Aは第3染色体の短腕 (3p21) 上に位置する。遺伝子の変異により右室心外膜における活動電位時間が著明に短縮し、貫壁性の再分極状態のばらつきが大きくなるため、心室細動を起こしやすくなると考えられている。変異したナトリウムチャンネルがアンキリン-Gと結合できないため、心臓活動電位が変化すると考えられている。アンキリン-Gは、細胞骨格とイオンチャネルの相互作用を調停する膜骨格タンパク質である。なお、遺伝子の変異は、常染色体優性で遺伝する。しかし、遺伝子異常は検索されても20%程度のみにしか認められず、すべての症例がSCN5Aの異常で説明されるわけではない。

## 検査

### 心電図

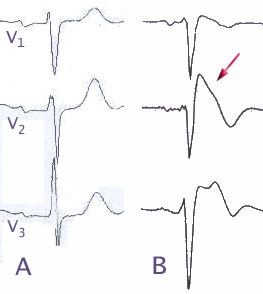
ブルガダ症候群に見られる心電図
A:健康者 B:ブルガダ症候群 V2ではST上昇（赤矢印）がはっきり現れている

心電図で、典型的には右脚ブロック様波形(V1,2のrSR’パターン)とV1-V3にかけてのcoved型、またはsaddleback型のST上昇を来す。高位肋間心電図（胸部誘導の電極装着位置を高めにして測定する）、運動負荷心電図は coved型波形を顕在化するために有用である。

### ピルシカイニド負荷
ピルシカイニドなどのNaチャネル遮断薬負荷はcoved型波形を顕在化させるのに有用である。この時高位肋間心電図の記録も薦められる。ただし心室細動を起こすことがあるため、注意を要する。

## 治療
唯一有効な治療方法は、対症療法としてのAED（体外用除細動器）またはICD（植込み型除細動器）が選択される。
薬剤による発症抑制および治療方法は確立していないが、発作予防の薬剤として、イソプロテレノールという交感神経刺激剤を点滴、シロスタゾールの内服など。抗不整脈薬として、発作頻度を減らすために一過性外向きK電流(Ito)遮断作用のあるキニジン、ジソピラミド、ベプリジルが用いられることがある。
家族歴や有症候群の場合は、植込み型除細動器の使用が推奨される。
禁忌薬は、Naチャネル遮断系抗不整脈薬（ピルシカイニドやフレカイニドなど）、抗うつ薬。